# Vitis amurensis

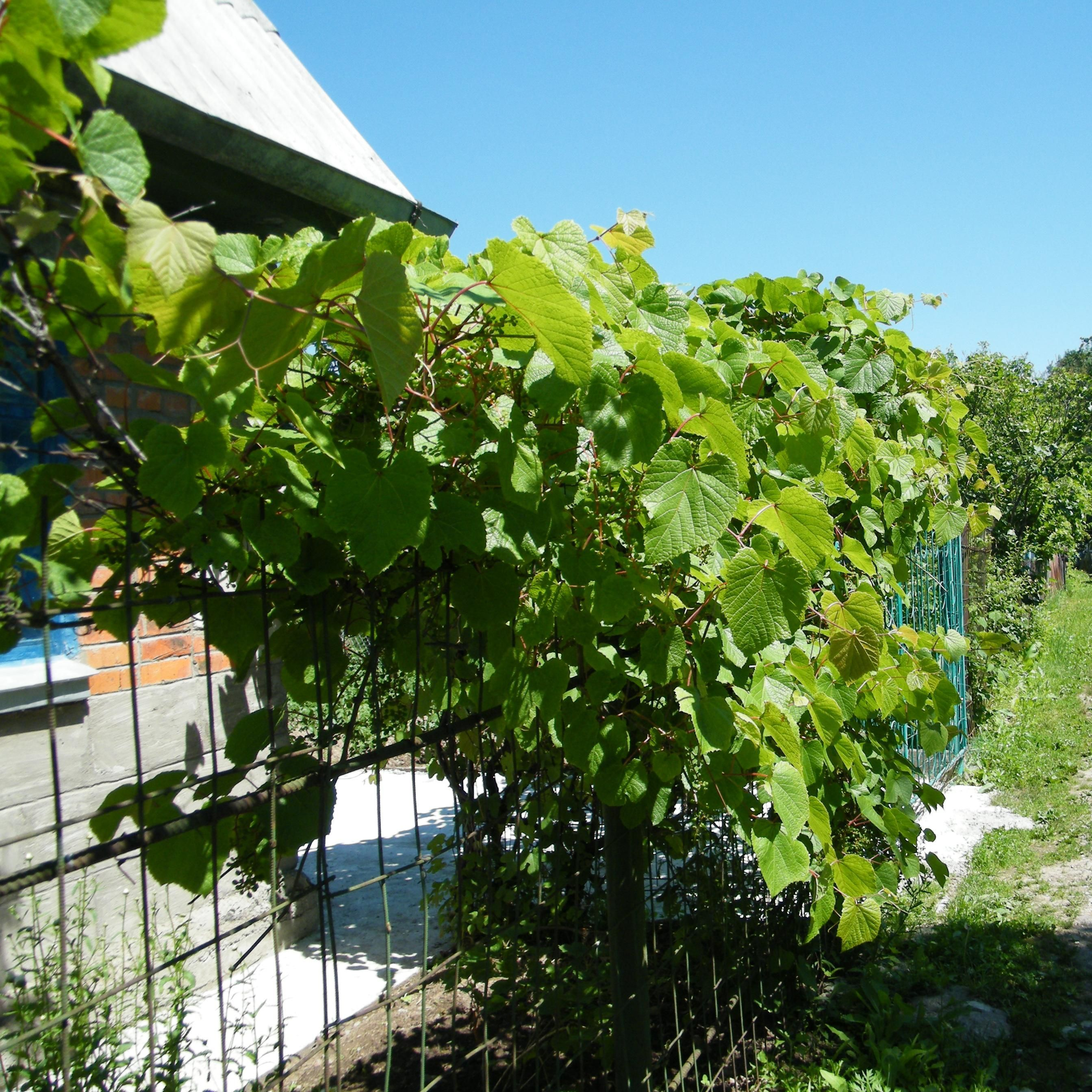
Vista de la planta

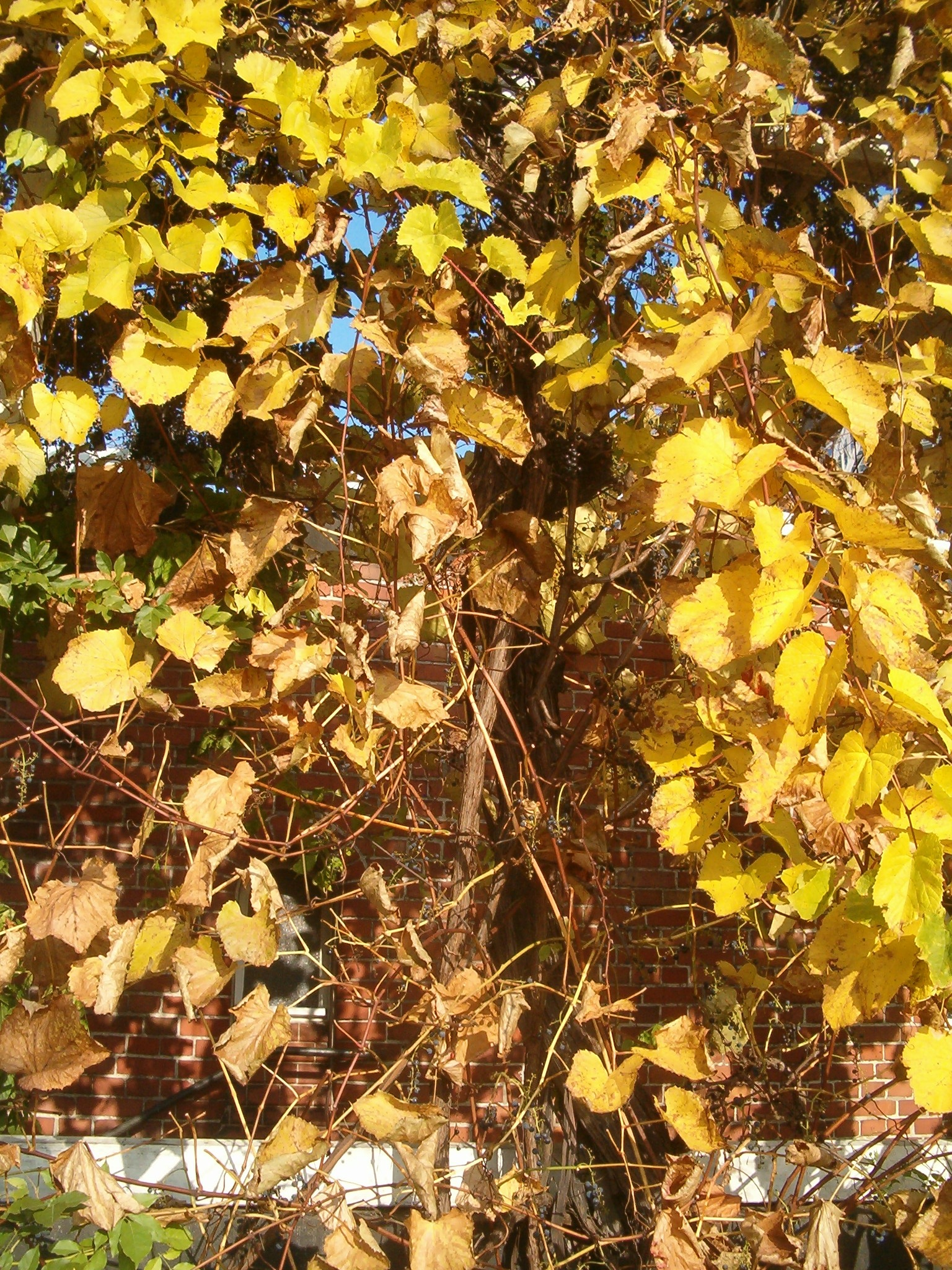
Vista de la planta

Vitis amurensis es una especie de vid originaria del continente asiático. Su nombre viene del valle del río Amur entre Rusia y China. Es muy resistente a las heladas (sobreviviendo a temperaturas invernales de hasta -35 °C), pero no es tolerante a la sequía. Por hibridación con las variedades europeas (Vitis vinifera), se producen varios cultivos resistentes a las bajas temperaturas, como Zarja severa o rondo.

## Descripción
Tienen ramas cilíndricas, glabras, con tomento aracnoides escaso cuando son jóvenes; zarcillos 2- o 3 ramificados. Hojas simples; estípulas marrón, de 4.8 × 5.3 mm, membranosa, entero, ápice obtuso; pecíolo de 4-14 cm; hoja ampliamente ovalada de 6.24 × 5.21 cm. La inflorescencia en panícula laxa, de 5-13 cm. Semillas obovoides, con agujeros ventrales fruncidos hacia arriba. Fl. mayo-junio, fr. julio-septiembre.

## Distribución
Se encuentran en los bosques, matorrales, laderas, valles; a una altitud de 100-2100 metros en Anhui, Hebei, Heilongjiang, Jilin, Liaoning, Shandong, Shanxi, Zhejiang.

## Taxonomía
Vitis amurensis fue descrita por Franz Josef Ruprecht y publicado en Bulletin de la Classe Physico-Mathématique de l'Académie Impériale des Sciences de Saint-Pétersbourg 15: 266. 1857.
Etimología
'Vitis; nombre genérico que es tomado directamente del Latín vītis, vitis, la vid, el sarmiento, vitis vinea siendo el vino
amurensis: epíteto geográfico que alude a su localición en la cuenca del Río Amur.
Variedades aceptadas
- Vitis amurensis var. dissecta Skvortsov
- Vitis amurensis var. shiragae (Makino) Ohwi

Sinonimia
- Vitis amurensis var. amurensis
- Vitis vinifera var. amurensis (Rupr.) Regel
- Vitis vulpina var. amurensis (Rupr.) Regel[4]